# Wehdel
Wehdel is een dorp en voormalige gemeente in het Landkreis Cuxhaven in de deelstaat Nedersaksen. 
De naam betekent ongeveer: plaats nabij een bos (Middelnederduits: wehde, wede). Tot 1885 hoorde het dorp administratief bij Beverstedt.
De oude gemeente ging in 1974 op in de gemeente Schiffdorf. Tot de gemeente behoort ook het ongeveer 250 inwoners tellende dorpje Altluneberg. Dat ligt ten noorden van Wehdel zelf. Historische gebeurtenissen van meer dan plaatselijke betekenis zijn niet overgeleverd. Historische bouwkundige monumenten ontbreken.

Het dorp ligt aan de spoorlijn Bremerhaven - Buxtehude. Vanaf het station vertrekt ieder uur een trein in beide richtingen.  Busvervoer wordt door belbussen (AST, AnrufSammelTaxis) uitgevoerd.
Twee kilometer ten zuiden van Wehdel bevindt zich een 34 hectare groot natuurreservaat met wetlands, hoog- en laagveen, heide etc., met de naam Naturschutzgebiet Silbersee und Laaschmoor. In dit natuurreservaat ligt een klein, visrijk meer, de Silbersee. Het heeft een oppervlakte van 6 à 7 hectare, en is op één plek 8 meter diep. Aan de noordkant van het meer zijn diverse recreatie-faciliteiten, waaronder in de zomer ook een horecagelegenheid. Van het meer is ongeveer 2 hectare voor de recreatie vrijgegeven, de rest is visstek voor de plaatselijke hengelsportclubs en natuurgebied. Ten westen daarvan ligt een soortgelijk, maar veel groter (379 ha) natuurgebied, genaamd Bülter See und Randmoore, op de grens met de gemeentes Loxstedt en Beverstedt.

## Afbeeldingen

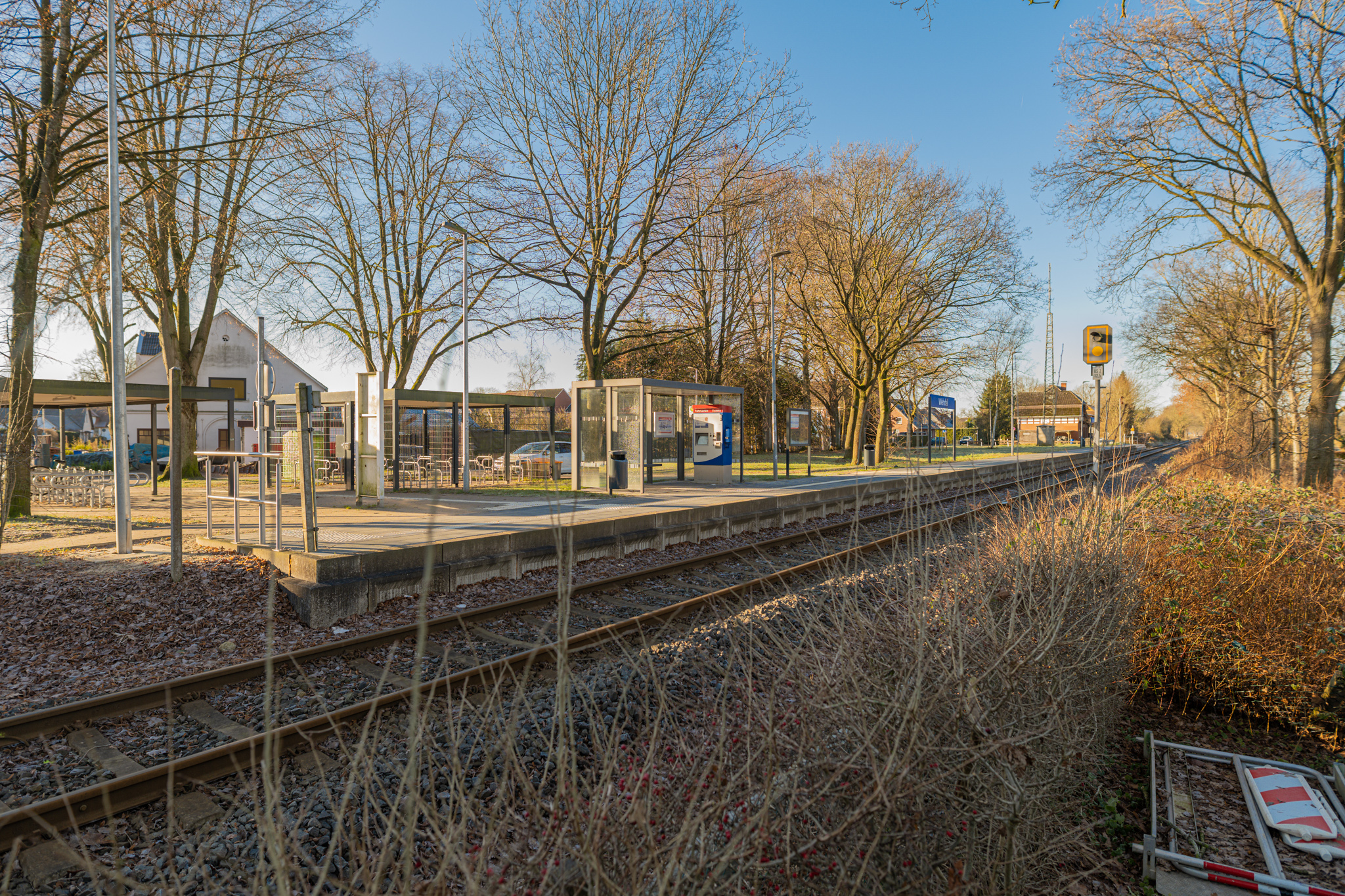
Station Wehdel (foto uit 2021)
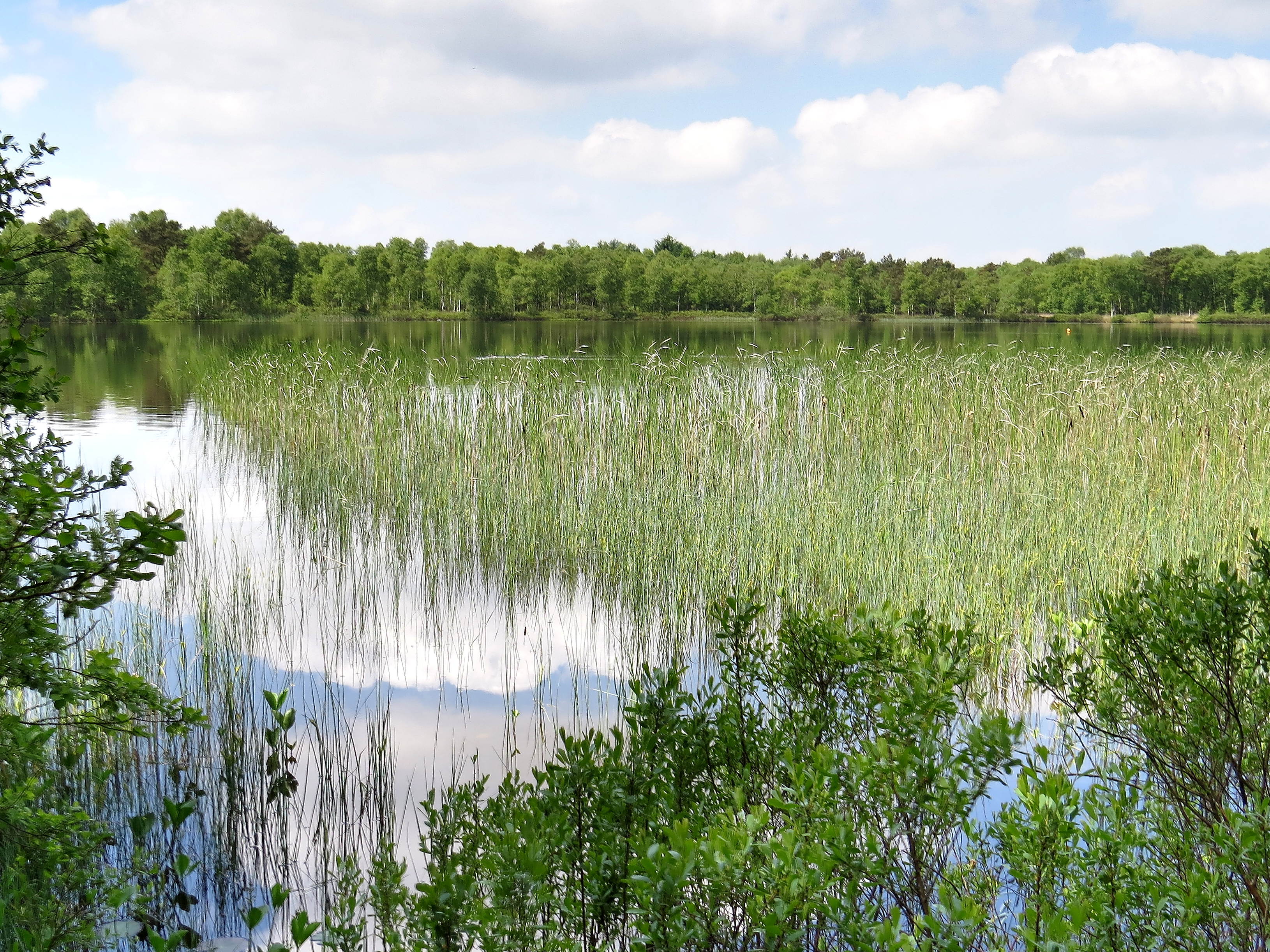
De Silbersee

- Virtual International Authority File: 245430375